# Foresta dei Martiri
La Foresta dei Martiri (in ebraico: יער הקדושים, Ya'ar HaKdoshim) è una foresta alla periferia di Gerusalemme Ovest, sul lato occidentale della foresta di Gerusalemme vicino a Beit Meir. È stata piantata in memoria di coloro che morirono nell'Olocausto ed è costituita da sei milioni di alberi, che simboleggiano i sei milioni di ebrei che morirono per mano dei nazisti durante la seconda guerra mondiale.

## Storia
I primi alberi furono piantati nel 1951. L'organizzazione mondiale del servizio ebraico B'nai B'rith finanziò una parte significativa della piantumazione tramite il Fondo Nazionale Ebraico.
Oltre agli alberi che commemorano le vittime dell'Olocausto, la foresta contiene diversi memoriali:

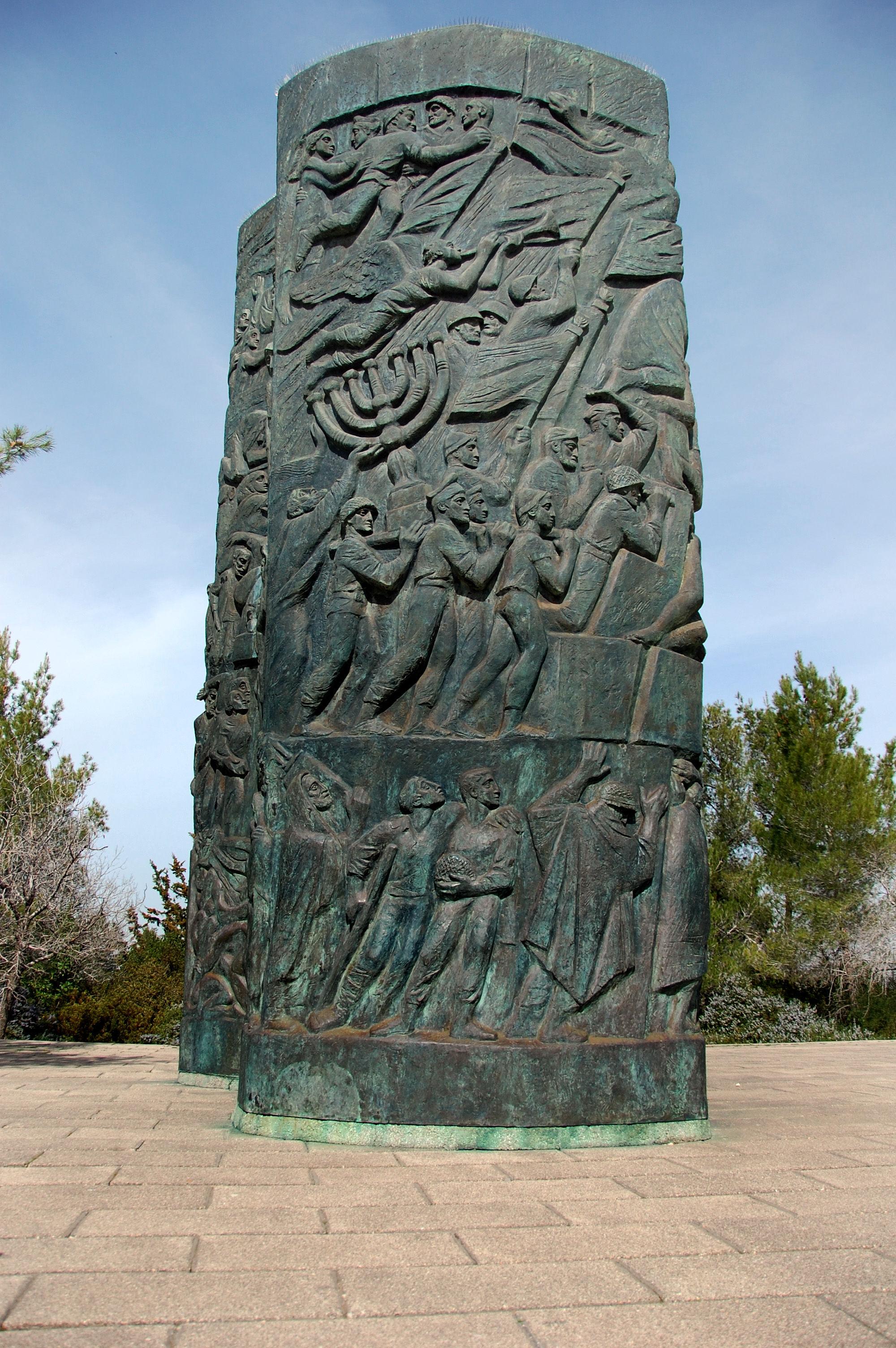
Il Monumento Rotolo di Fuoco nella foresta dei martiri

- Il Rotolo di Fuoco, una grande scultura in bronzo di Nathan Rapoport a forma di doppio rotolo della Torah: il primo raffigurante scene di distruzione del popolo ebraico in epoche antica e moderna, il secondo con scene di rinascita nazionale.[2]
- La Grotta dei Martiri, una grotta naturale che si è sviluppata come luogo di riflessione in comunione con la memoria delle vittime dell'Olocausto.[2]
- Il Memoriale di Anna Frank, un grande cubo raffigurante l'edificio in cui si nascosero la famiglia Frank e gli altri ebrei, e una rappresentazione di un castagno che si poteva vedere dall'edificio.[2]